# Tobias Barnerssoi
Tobias Barnerssoi (ur. 19 czerwca 1969 w Eichstätt) – niemiecki narciarz alpejski. Zajął 14. miejsce w kombinacji na igrzyskach w Lillehammer w 1994 r., co jest jego najlepszym wynikiem olimpijskim. Jego najlepszym wynikiem na mistrzostwach świata było 10. miejsce w gigancie na mistrzostwach w Saalbach w 1991 r. Najlepsze wyniki w Pucharze Świata osiągnął w sezonie 1993/1994, kiedy to zajął 26. miejsce w klasyfikacji generalnej, a w klasyfikacji giganta był siódmy.

## Sukcesy

### Puchar Świata

#### Miejsca w klasyfikacji generalnej
- 1991/1992 – 68.
- 1992/1993 – 64.
- 1993/1994 – 26.
- 1994/1995 – 56.
- 1995/1996 – 85.
- 1996/1997 – 66.
- 1997/1998 – 80.
- 1998/1999 – 144.

#### Miejsca na podium
1. Val d’Isère – 13 grudnia 1993 (gigant) – 2. miejsce
2. Kranjska Gora – 8 stycznia 1994 (gigant) – 3. miejsce